# Bamse och häxans dotter
Bamse och häxans dotter (deutsche Übersetzung: Bamse und die Hexentochter) ist ein schwedischer Animationsfilm aus dem Jahr 2016, der am 25. Dezember 2016 Premiere hatte. Hauptfigur ist der Braunbär Bamse, der in Deutschland unter dem Namen Tino Tatz kurzzeitig als Comic erschien und von Rune Andréasson erschaffen wurde.

## Handlung
Der Geschäftsmann Krösus Sork findet Gold unter dem Staudamm der Biber. Um den Staudamm abzureißen und das Gold zu holen, bringt er die Hexentochter Lova dazu, Bamse wegzulocken. Da Bamse nicht mehr da ist, müssen die Kinder Krösus aufhalten, aber um dies zu tun, müssen sie zusammenhalten.

## Schwedische Sprecher der Figuren
- Tomas Bolme – berättare
- Peter Haber – Bamse
- Steve Kratz – Skalman
- Morgan Alling – Lille Skutt
- Jonas Karlsson – Krösus Sork
- Ingela Olsson – Häxan Hatiora
- Laura Jonstoij Berg – Lova
- Tea Stjärne – Nalle-Maja
- Malin Cederbladh – Hugg
- Christer Fant – Tagg
- Shebly Niavarani – Vargen
- Leif Andrée – Knocke och Smocke
- Ia Langhammer – Farmor
- Maria Bolme – Brummelisa
- Karin Gidfors – Fröken Fiffi
- Andreas Rothlin Svensson – Tuffe Sork
- Emma Peters – Tessan Sork